# إريك جودي
اريك جودي (بالإنجليزية: Eric Judy)‏ هو موسيقي أمريكي، ولد في 16 نوفمبر 1974.

## وصلات خارجية
- إريك جودي على موقع الموسوعة البريطانية (الإنجليزية)
- إريك جودي على موقع ميوزك برينز (الإنجليزية)
- إريك جودي على موقع أول ميوزيك (الإنجليزية)
- إريك جودي على موقع ديسكوغز (الإنجليزية)